# Ian Berry

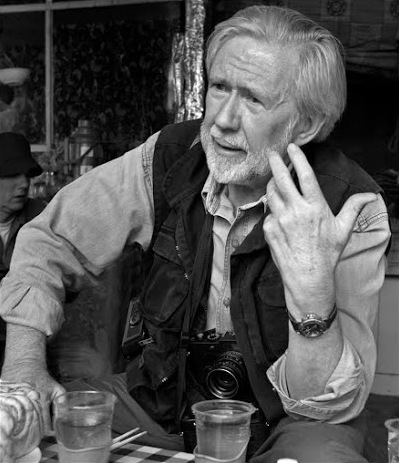
Ian Berry (2011)

Ian Berry (* 4. April 1934 in Preston, Lancashire, England) ist ein englischer Fotograf und Fotojournalist und Mitglied der Fotoagentur Magnum Photos.

## Leben
Berry war seit Jugend an von dem Wunsch beseelt, Journalist zu werden und war zunächst als Amateurfotograf tätig. 1952 zog er nach Südafrika und arbeitete dort für lokale Zeitungen wie der Daily Mail, und das Magazin Drum. Berry machte zahlreiche Fotoreportagen über den Kongo und die Algerienkrise; überdies bereiste er den Mittleren Osten und den Fernen Osten.
Berry wurde 1978 Vizepräsident der Agentur Magnum.

## Werk
Ian Berry sieht seine Arbeit als Fotograf stets in einem humanistischen und sozialkritischen Kontext, welcher ausschließlich einer detaillierten, dokumentarischen Berichterstattung dienen soll. Wie bereits Magnum-Gründer Robert Capa oder Fotografen-Kollege James Nachtwey (ebenfalls Magnum-Mitglied) stellt sich Berry hierbei frontal und direkt dem Bildgeschehen. Stets die Emotionen der Betroffenen im Sucher behaltend, versucht der Fotograf auch die Distanz zum abgelichteten Ereignis zu behalten. So zeigen beispielsweise seine Bilddokumente über die Ausschreitungen in Nordirland Anfang der 1970er vordergründig das Entsetzen oder das Leid in den Gesichtern der Beteiligten. Berry fotografiert seine Arbeiten größtenteils schwarz-weiß, deshalb leben diese Bilder in erster Linie von ihrer Dynamik und Ausdruckskraft und sind ein engagiertes Plädoyer Berrys für politisch-sozialen Humanismus.
Bob Dylan nutzte eine von Berrys Fotografien für das Cover des Albums Rough and Rowdy Ways (2020).